# Rapain Klanac
Rapain Klanac (srbsky Рапаин Кланац) je malá vesnice v Chorvatsku v Licko-senjské župě. Je součástí opčiny Brinje, od jejíhož stejnojmenného střediska se nachází asi 8 km na jihovýchod. V roce 2011 zde žilo 20 obyvatel, do roku 1991 byli téměř všichni srbské národnosti.
Vesnice leží na silnici D50, blízko prochází dálnice A1. Sousedními vesnicemi jsou Brlog, Kompolje a Žuta Lokva.